# ヨーク大学 (カナダ)
ヨーク大学（英語: York University）は、オンタリオ州、トロントに本部を置くカナダの州立大学。1959年創立、1960年大学設置。大学の略称はYork。ヨーク大学（）はカナダで3番目に学生数が多い大学である。大学の公式ロゴには、カナダの公用語でもあるフランス語で Université York とも表記されている。

## 概要
高等教育機関のキャンパスの中ではカナダで一番広いキールキャンパスと、英語とフランス語の両言語での教育に力を入れているリベラル・アーツが主のグレンドンキャンパスから成り、双方のキャンパスを含めてほぼ5万人の学生が集う。大学院は、オンタリオ州ではトロント大学に次いで2番目に学生数が多く、様々な分野の科目を専攻することができ、24の研究機関がこの大学に本拠地を置いている。中でも特に有名なのがロースクール（Osgoode Hall Law School）とビジネススクール（Schulich School of Business）であり、これらは国内のみならず世界中からも高く評価されている。また、155を超える国からの留学生が集うインターナショナルな大学としても知られており、毎年2月に「マルチカルチュラル・ウィーク（多文化週間）」等の多文化を賞賛する大きなイベントを催している。ヨーク大学は日本からの交換留学生を受け付けており、提携校には一橋大学、国際大学、慶應義塾大学、早稲田大学、名古屋大学、明治大学、獨協大学、青山学院大学がある。また、法政大学とは学部独自の派遣留学制度である「スタディ・アブロード・プログラム」（SA）を締結している。

## 歴史
ヨーク大学は、1959年3月26日にオンタリオ州議会にて王室からの承諾を得たヨーク条例によって建設された。大学初の授業は、1960年にトロント大学キャンパス内にあるファルコナーホールにて、総勢76名の生徒と共に行われた。1961年の秋には、ヨーク大学の本拠地はグレンドンキャンパスへと移り、リベラルアーツとパート・タイム制（と呼ばれる一種の定時制）の社会人教育を強調していくかたちとなった。今日でも大学にて様々な方面で名誉とされているマーレイ・ロス（Murray Ross）がヨーク大学初代の総長であった。
ヨーク大学の新総長就任を打診されたとき、ロスはまだトロント大学の副総長を務めていた。当時のヨーク大学はトロント大学の管轄と同等の一キャンパスとみなされ、ロスの力強い展望によって2大学を全く別個の施設に導く前である。
1965年には、ヨーク大学の本拠地はキールキャンパスへと再移転した。トロント市の北端に位置するそのキャンパスは、比較的工場の多いその地域では、若干、孤立した構造物であった。今でも大学の正面から道を挟んだ向かい側に、石油倉庫施設がそびえている。当初、大学のいくつかの建築物は建物同士が離れすぎてトロントの寒い気候には不適切だ、あるいはデザインがよくないと多くの人たちから不評を買ったが、ここ20年程でキャンパスには新しい建築物がひしめき、「ヨークレーン」という小さなショッピングモールやホッケー・アリーナをはじめ学生センター、芸術学部棟、コンピューターサイエンス棟やビジネス経営学部棟などが建設されている。また同じく2004年に建てられたテニス・スタジアムのレクソール・センター（The Rexall Centre）は、「ロジャース・カップ」の会場である。
トロント市域の拡大により、今では大学の所在地は首都圏（GTA）の比較的、中心部に当たっている。

## キャンパス

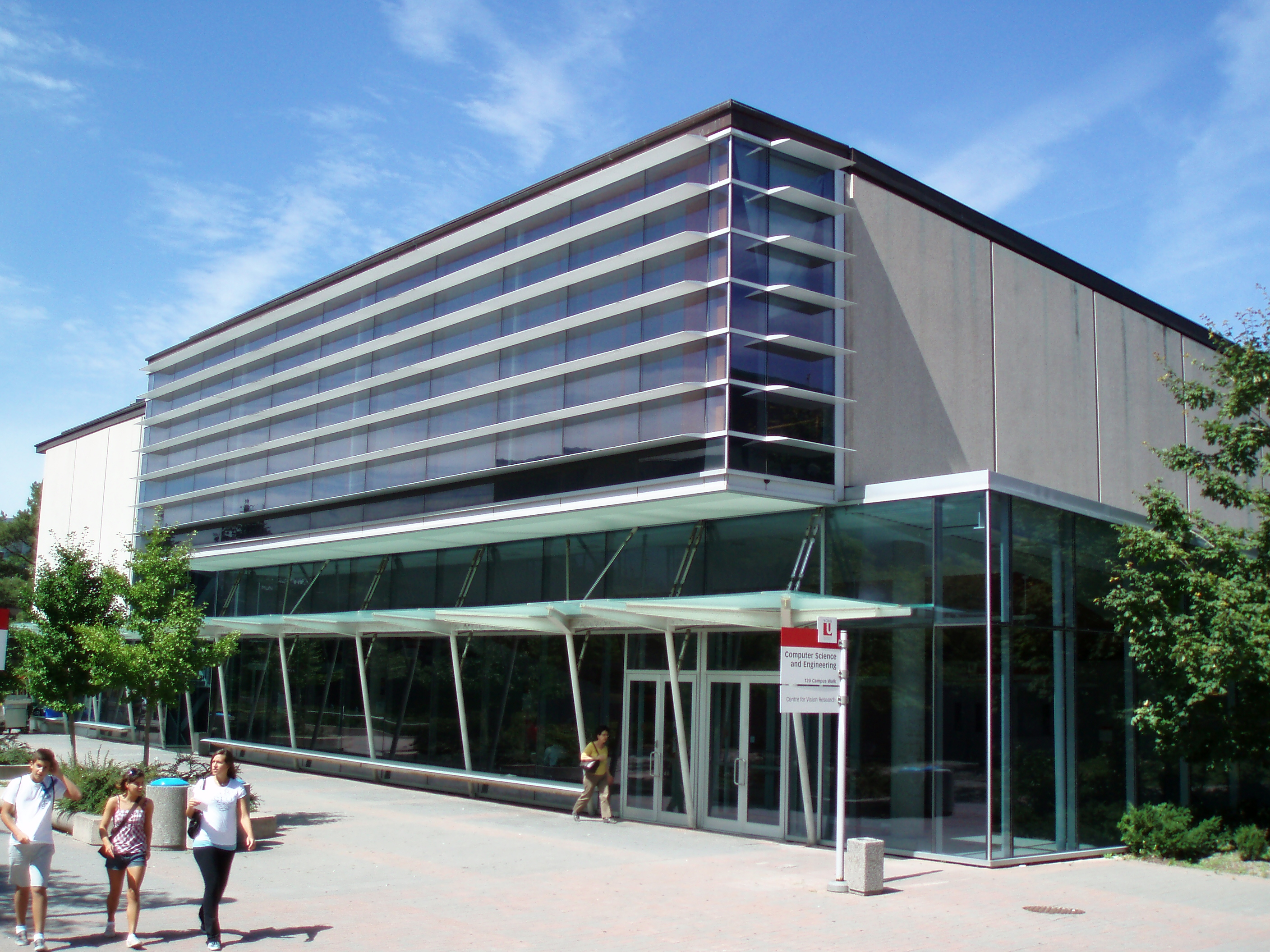
工学、コンピューターサイエンス学部。

キャンパスは、ノースヨークに位置するメインのキールキャンパスと、トロントに位置するグレンドンキャンパスとがある。学生たちは取る科目によっては、この2つのキャンパスを行き来しなければならないこともあり、無料のシャトルバスでキャンパス間を移動できるよう交通機関が十分に設備されている。これらのキャンパスの他に、大学内では多少別機関として扱われているオズグッドホール・ロースクールとシューリック・ビジネススクールがあり、これら2つの機関はトロントのダウンタウンにある施設で授業を開講する。
本学はトロント大学と同様、イギリスのカレッジ制度（学寮制）を採用している。全部で9つのカレッジが大学内に存在しており、そのほとんどがキールキャンパスに属している。各カレッジには学生寮も併設しており、トロント市外からの学生やカナダ国外からの留学生などの多くが生活している。また、各学生は、寮生でなくとも各カレッジに所属しなければならない決まりになっている。

### キールキャンパス

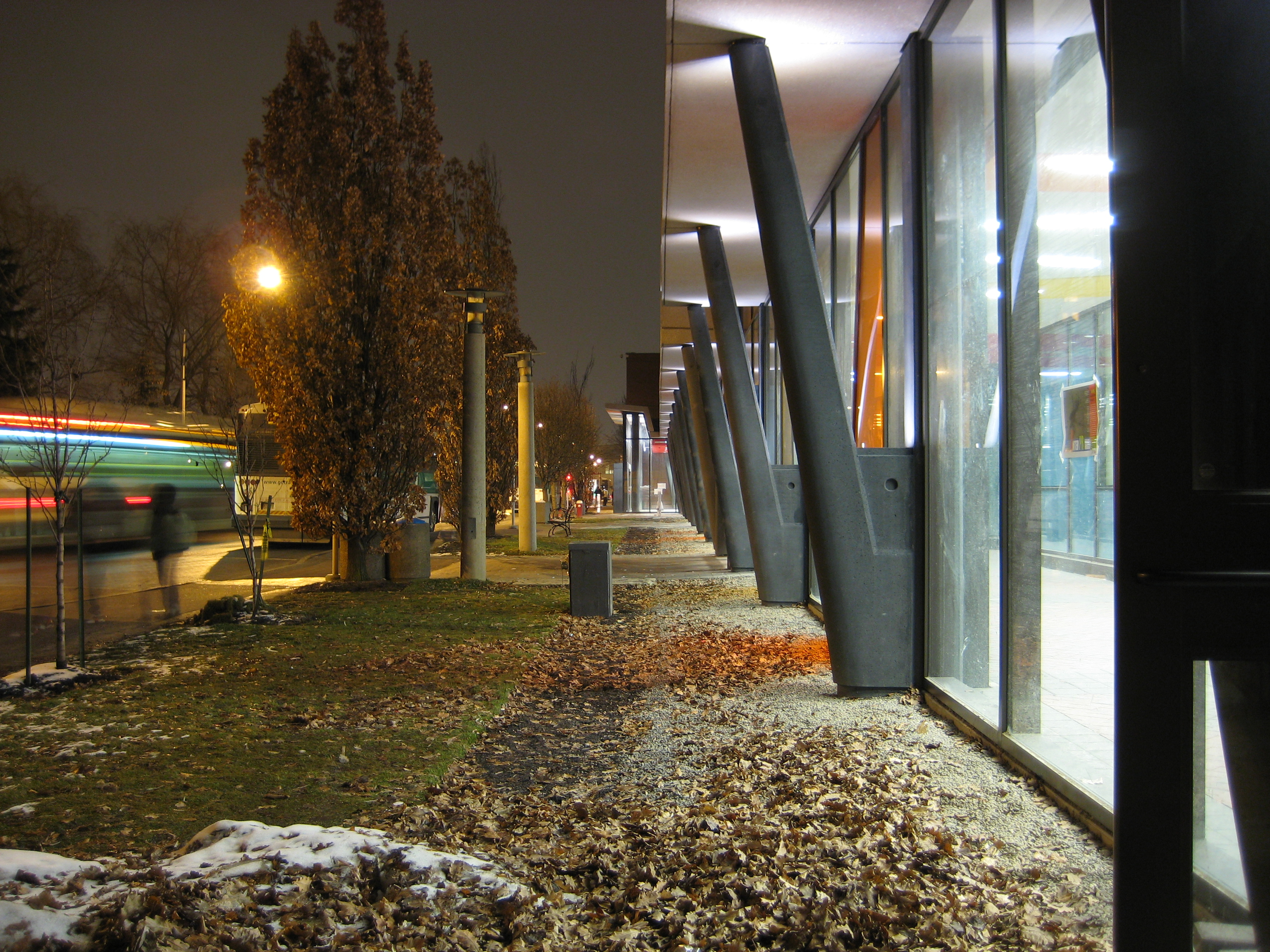
ヨーク大学メインキャンパスに位置するAccolade West Entrance。

カナダで一番広いとされるこのキャンパスには、大学のほとんどの学部と、グレンドンカレッジを除く全カレッジの他、オズグッドホール・ロースクール、シューリック・ビジネススクールが本拠地にして構えている。ヨーク大学とは別の学校として、セネカ専門学校（セネカ・カレッジ）のキャンパスも敷地内に存在しており、セネカとヨークとの間で提携された特定の教科を学生たちに提供されている。
全5つのうちの4つの図書館施設もこのキャンパスに集中しており、ほとんどの学術機関はここにあるといっていい。学術機関の他に、無料カウンセリングセンターを含む学生サービス施設、映画劇場、トレーニングジム、各カレッジの地下などに設置されていることの多いパブや、ヨークレーン（York Lanes）と呼ばれる小さなショッピングモールなども設置されており、学生の勉強面以外での生活を全面的にサポートしている。また、よく知られたコーヒーショップのティム・ホートンズは、このキャンパス内に3つも支店を出している。
学生寮の他、ヨーク大学が運営するアパートも何棟か構内にあり、学生や教授、大学で働く人々が敷地内で生活する。また構内にカナダガンが多く生息・繁殖し、夏場にはよく群れで草を食べたり、集団で道路を渡ったりする姿などを見かけることができる。

### グレンドンキャンパス
ン川近くに建てられたこのキャンパスは、生い茂る緑と歴史を感じさせるヨーロッパ風の中庭が印象的な、リベラルアーツカレッジである。このキャンパス周辺は、トロントで一番高価な家が並んでいるという噂されるエリアでもある。このキャンパスの特色は、フランス語と英語でのバイリンガル教育に力を入れていることで、このカレッジに所属する学生は、必須教科としてフランス語を習得しなければならない。
このキャンパスに主に集う生徒の数は2,400人、クラスの平均人数も20人と、キールキャンパスに比べると随分小規模ではあるが、その分、コミュニティ内のメンバーをお互いよく知ることができる。